# Paranerita maculata
Paranerita maculata är en fjärilsart som beskrevs av Rothschild 1909. Paranerita maculata ingår i släktet Paranerita och familjen björnspinnare. Inga underarter finns listade i Catalogue of Life.